# 工務局
工務局（英語：Works Bureau）是香港政府過去決策局之一（1997年7月1日－2002年6月30日），專責土地、城市規劃、公共工務等工作。

## 歷史

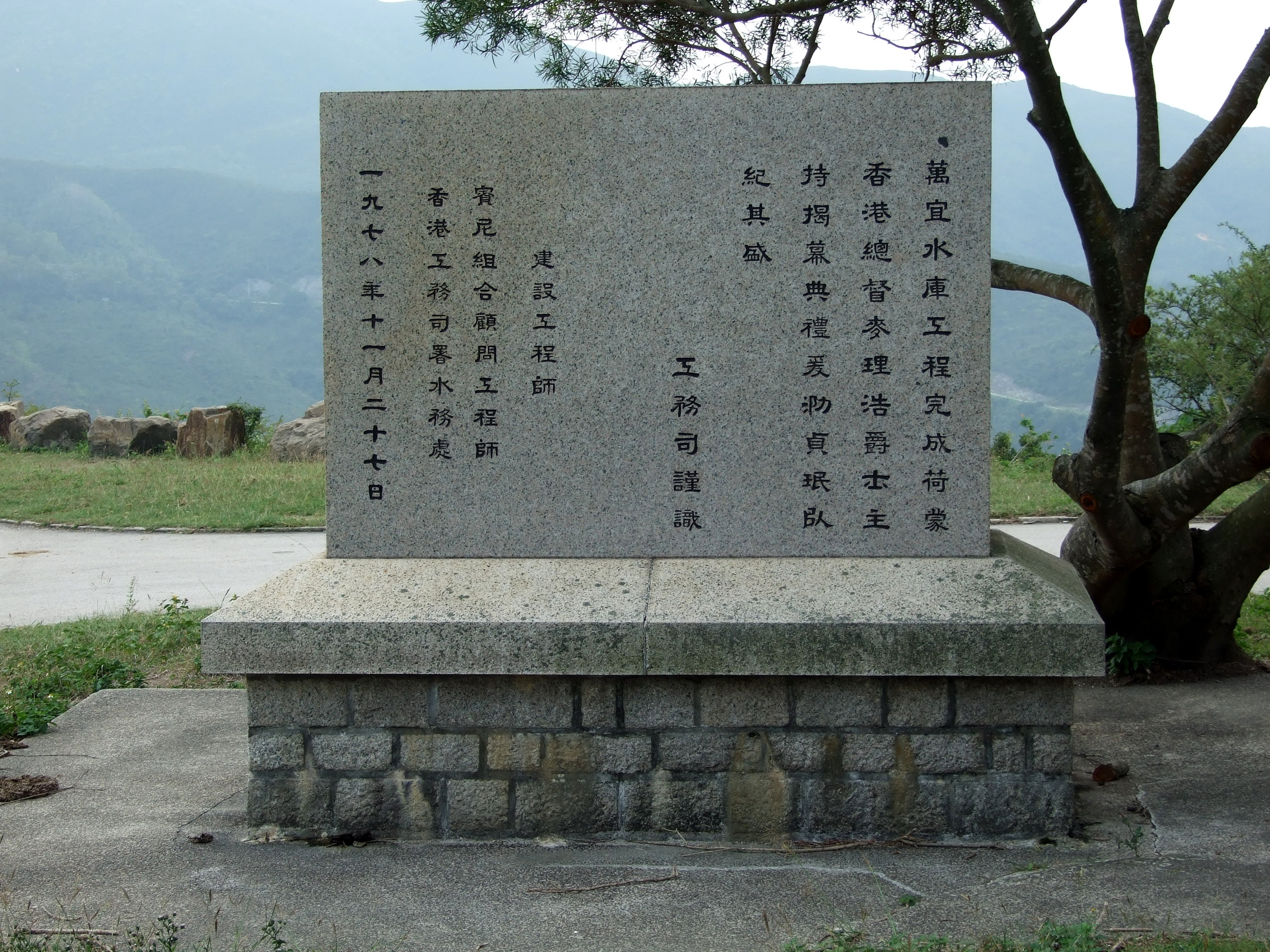
萬宜水庫由「工務司署水務處」興建

香港的公共工程多年來都是由工務司署負責。1981年9月，香港政府成立地政工務科與運輸科，並取消環境科，負責研究及決定相關政策；並於1982年4月將工務司署分拆為多個執行部門，下轄的部門升格為正式部門，包括工程拓展署、建築拓展署、新界拓展署、水務署、機電工程署，同時新成立地政署及市區拓展署。而原先屬於工程拓展署的路政處則轉交運輸科並升格為獨立部門路政署。
1986年，地政工務科進行改組，旗下的新界拓展署以及市區拓展署合併，建築拓展署則改名為建築署。
1989年9月1日將規劃地政工作交予規劃環境地政科，改名為工務科（Works Branch）。
1997年7月1日香港主權移交，改名工務局（英文名稱改為Works Bureau）。
2002年7月1日剛連任之行政長官董建華實行主要官員問責制，合併至環境運輸及工務局。
2007年7月1日起，環境運輸及工務局解散，港府工務事項由發展局管轄。